# Вожгора
Вожгора (рос. Вожгора) — село в Лешуконському районі Архангельської області Російської Федерації.
Населення становить 546 осіб. Входить до складу муніципального утворення Вожгорське муніципальне утворення.

## Історія
Від 1937 року належить до Архангельської області.
Від 2004 року належить до муніципального утворення Вожгорське муніципальне утворення.

## Населення
| 2002 | 2010 | 2012 |
| ---- | ---- | ---- |
| 743  | ↘581 | ↘546 |